# Dijascija
Dijascija (lat. Diascia), biljni rod iz porodice strupnikovki. Sastoji od 63 vrste jednogodišnjeg raslinja, trajnica i polugrmova rasprostranjenih po južnoj Africi.

## Opis
Rod je opisan u Icon. Pl. Select.: 7, 1820.
Dijascije su grmolike jednogodišnje biljke niskog rasta ili trajnice osjetljive na mraz. Od ljeta do jeseni imaju mnogo sitnih i jarko obojenih cvjetova u obliku šalice ili tanjurića na tankim stabljikama u nijansama ružičaste i bijele. Svaki cvijet ima dva ostruga (otud im njihov uobičajeni engleski naziv 'twinspur'). Uzgajivači biljaka su posljednjih godina razvili mnoge nove sorte dijascije.

## Vrste
1. Diascia aliciae Hiern
2. Diascia alonsooides Benth.
3. Diascia anastrepta Hilliard & B.L.Burtt
4. Diascia appendiculata K.E.Steiner
5. Diascia ausana Dinter
6. Diascia austromontana K.E.Steiner
7. Diascia barberae Hook.f.
8. Diascia batteniana K.E.Steiner
9. Diascia bergiana Link & Otto; tipična
10. Diascia bicolor K.E.Steiner
11. Diascia caitliniae K.E.Steiner
12. Diascia capensis (L.) Britten
13. Diascia capsularis Benth.
14. Diascia cardiosepala Hiern
15. Diascia collina K.E.Steiner
16. Diascia cordata N.E.Br.
17. Diascia cuneata E.Mey. ex Benth.
18. Diascia decipiens K.E.Steiner
19. Diascia dielsiana Schltr. ex Hiern
20. Diascia diffusa Benth.
21. Diascia dissimulans Hilliard & B.L.Burtt
22. Diascia ellaphieae K.E.Steiner
23. Diascia elongata Benth.
24. Diascia engleri Diels
25. Diascia esterhuyseniae K.E.Steiner
26. Diascia fetcaniensis Hilliard & B.L.Burtt
27. Diascia fragrans K.E.Steiner
28. Diascia glandulosa E.Phillips
29. Diascia gracilis Schltr.
30. Diascia hexensis K.E.Steiner
31. Diascia humilis K.E.Steiner
32. Diascia insignis K.E.Steiner
33. Diascia integerrima E.Mey. ex Benth.
34. Diascia lewisiae K.E.Steiner
35. Diascia lilacina Hilliard & B.L.Burtt
36. Diascia longicornis (Thunb.) Druce
37. Diascia macrophylla (Thunb.) Spreng.
38. Diascia maculata K.E.Steiner
39. Diascia megathura Hilliard & B.L.Burtt
40. Diascia minutiflora Hiern
41. Diascia mollis Hilliard & B.L.Burtt
42. Diascia namaquensis Hiern
43. Diascia nana Diels
44. Diascia nodosa K.E.Steiner
45. Diascia pachyceras E.Mey. ex Benth.
46. Diascia parviflora Benth.
47. Diascia patens (Thunb.) Grant ex Fourc.
48. Diascia pentheri Schltr.
49. Diascia personata Hilliard & B.L.Burtt
50. Diascia purpurea N.E.Br.
51. Diascia pusilla K.E.Steiner
52. Diascia racemulosa Benth.
53. Diascia ramosa Scott Elliot
54. Diascia rigescens E.Mey. ex Benth.
55. Diascia rudolphii Hiern
56. Diascia runcinata E.Mey. ex Benth.
57. Diascia sacculata Benth.
58. Diascia stachyoides Schltr. ex Hiern
59. Diascia stricta Hilliard & B.L.Burtt
60. Diascia tanyceras E.Mey. ex Benth.
61. Diascia tugelensis Hilliard & B.L.Burtt
62. Diascia veronicoides Schltr.
63. Diascia vigilis Hilliard & B.L.Burtt